# Жене, Карло Джузеппе
Карло Джузеппе Жене́ (итал. Carlo Giuseppe Gené; 7 декабря 1800, Турбиго, Ломбардия, Австрийская империя — 14 июля 1847, Турин) — итальянский натуралист, зоолог, энтомолог, лепидоптерист, коллекционер, профессор (1831), писатель

.

## Биография
Окончил Павийский университет. В 1828 году стал ассистентом в альма матер. Собрал богатую коллекцию образцов сначала в горных и равнинных районах Ломбардии, затем в Лигурийских Апеннинах. Совершил путешествие в Венгрию, откуда вернулся с собранной коллекцией насекомых. В 1833—1838 годах с той же целью четырежды побывал на о. Сардиния.
В 1830 году Жене́ сменил Франко Андреа Бонелли в качестве профессора зоологии в Университете Турина и хранителя зоологических коллекций естественноисторического музея в Турине.
Занимался морфологическим описанием видов животных и их классификацией в соответствии с теорией сравнительной анатомии Жоржа Кювье. Провёл многочисленные исследования вредителей сельского хозяйства, домашних животных, продуктов сельского хозяйства и методов борьбы с ними. Его преемником на кафедре и руководителем музея был Филиппо де Филиппи, один из первых последователей дарвинизма в Италии.
Важнейшей работой Жене была «Естественная история животных…» (Storia naturale degli animali esposta in lezioni elementari), опубликованная посмертно.
Бо́льшая часть его коллекций насекомых была помещена в музей в Турине.
Автор многих публикаций в области биологии, в частности энтомологии.
Аббревиатура Gené используется для обозначения Джузеппе Жене в систематике в зоологии.
Член Немецкой академии естественных наук Леопольдина.

## Избранные публикации
- Saggio sugli Insetti più dannosi in agricoltura (Милан, 1827)
- Memorie per servire alla storia naturale dei crittocefali e delle clitre (1829)
- De quibusdam insectis Sardiniae novis aut minus cognitis (1839)
- Memoria per servire alla storia naturale di alcuni imenotteri (1842)
- Sulle memorie relative alla larva e alla mosca delle olive presentate alla sezione di agronomia del Congresso degli scienziati del 1846 (1847)
- Dei pregiudizi popolari intorno agli animali (1869)

## Память
- Название Морской голубок или тонококлювой чайки (лат. Chroicocephalus genei) происходит от его имени.
- В Турине его именем названа улица.